# JUST RUN'84 HIDEKI
『JUST RUN '84 HIDEKI』（ジャスト・ラン'84 ヒデキ）は、1984年9月15日に発売された西城秀樹のライブ・アルバム（2枚組LP）である。

## 内容
西城秀樹が1984年8月7日に日本武道館において開催した第11回コンサート、並びに8月14日に大阪城ホールにて開催したコンサート「JUST RUN '84 HIDEKI」の模様が収録されている。

## 収録曲
Record-1 SIDE A
1. オープニング
  - 志熊研三作曲、編曲
2. パシフイック
  - 売野雅勇作詞、後藤次利作曲、小六禮次郎編曲
  - シングル「背中からI Love You」B面収録曲
3. ランニン（RUNNIN'）
  - Frank Stallone-Vince Dicola
4. スタンド・アップ（STAND UP）
  - Rick Springfield/山本伊織訳詞、志熊研三編曲
5. 彼女は不機嫌
  - 森田由美作詞、後藤次利作曲・編曲
  - アルバム『GENTLE・A MAN/西城秀樹』収録曲
6. ドント・アンサー・ミー（DON'T ANSWER ME）
  - Alan Persons-Eric Woolfson（英語版）/森田由美訳詞、志熊研三編曲
7. レイディー（LADY）
  - Lionel Richie/山本伊織訳詞、前田憲男編曲

Record-1 SIDE B
1. ユー・マイト・シンク（YOU MIGHT THINK）
  - Ric Ocacek/森田由美訳詞、志熊研三編曲
2. 炎
  - 阿久悠作詞、馬飼野康二作曲、志熊研三編曲
3. ザ・ヒート・ゴーズ・オン（THE HEAT GOES ON）
  - J.Wettor-G.Downes/森田由美訳詞、小六禮次郎編曲
4. ワンス・ラブ・タッチズ・ユア・ライフ（ONCE LOVE TOUCH'S YOUR LIFE）
  - Jermaine Jackson-Elliot Willensky/森田由美訳詞、小六禮次郎編曲
5. ダイナマイト（DYNAMITE）
  - Andy Goldmark-Bruce Roberts/志熊研三編曲
6. スルー・ザ・ナイト（THROUGH THE NIGHT）
  - 角松敏生作詞作曲、小六禮次郎編曲
  - アルバム『GENTLE・A MAN/西城秀樹』収録曲

Record-2 SIDE A
1. いいかげん
  - 天下井隆二作詞、西城秀樹作曲、MARTY-BAND編曲
2. ラブ・トゥギャザー
  - ありそのみ作詞、滝沢洋一作曲、小六禮次郎編曲
3. 背中からI Love You
  - 売野雅勇作詞、後藤次利作曲、小六禮次郎編曲
4. ジェラシー
  - 森田由美作詞、後藤次利作曲、小六禮次郎編曲
  - シングル「抱きしめてジルバ -Careless Whisper-」B面収録曲
5. ギャランドゥ
  - もんたよしのり作詞作曲、MARTY-BAND編曲
6. ナイトゲーム
  - Ed Hamilton[1]/山本伊織訳詞、前田憲男編曲

Record-2 SIDE B
1. ユー・アー・ソー・ビューティフル（YOU ARE SO BEAUTIFUL TO ME）
  - Billy Preston-Bruce Fisher（英語版）/山本伊織訳詞、小六禮次郎編曲
2. マイ・メール・キュリオシティ（MY MALE CURIOSITY）
  - August Darnell（英語版）/森田由美訳詞、小六禮次郎編曲
3. ドント・ストップ・ザット・クレイジー・リズム（DON'T  STOP THAT CRAZY RHYTHM）
  - David Jaymes（英語版）/山本伊織訳詞、小六禮次郎編曲
4. 聖・少女
  - 松本隆作詞、吉田拓郎作曲、前田憲男編曲
5. ジプシー
  - 森雪之丞作詞、鈴木キサブロー作曲、前田憲男編曲
6. トゥ・メイク・ユー・スマイル・アゲイン（TO MAKE YOU SMILE AGAIN）
  - Carole Bayer Sager-Melissa Manchester/森田由美訳詞、小六禮次郎編曲